# Nanogalathea raymondi
Nanogalathea raymondi is een tienpotigensoort uit de familie van de Galatheidae. De wetenschappelijke naam van de soort is voor het eerst geldig gepubliceerd in 1980 door Tirmizi & Javed.